# Coppa Spengler 1928
La 6ª edizione della Coppa Spengler si è svolta alla fine di dicembre del 1928 a Davos, in Svizzera.

## Finalina
| Davos fine dicembre 1928 | SC Riessersee | 2 – 0 referto | HC Milano |  |

Vince lo SC Riessersee.

## Finale
| Davos fine dicembre 1928 | Berliner SC | 1 – 0 referto | Cambridge University |  |

## Classifica finale
1. Berliner SC
2. Cambridge University
3. SC Riessersee
4. HC Milano
5. Oxford University
6. Canadiens Paris (esclusi dal torneo in quanto alcuni giocatori sono accusati di giocare dietro compenso)